# Abraham Rotich
Abraham Kipchirchir Rotich (ur. 26 czerwca 1993) – kenijski lekkoatleta reprezentujący Bahrajn, specjalizujący się w biegu na 800 metrów.
W 2013 zdobył srebrny medal podczas mistrzostw panarabskich. Półfinalista mistrzostw świata w Pekinie (2015).  

## Osiągnięcia
| Rok  | Impreza                             | Miejsce        | Konkurencja         | Lokata     | Wynik   |
| ---- | ----------------------------------- | -------------- | ------------------- | ---------- | ------- |
| 2013 | Mistrzostwa panarabskie             | Doha           | bieg na 800 metrów  | 2. miejsce | 1:46,52 |
| 2014 | Igrzyska azjatyckie                 | Incheon        | bieg na 800 metrów  | –          | DQ      |
| 2015 | Mistrzostwa panarabskie             | Manama         | bieg na 800 metrów  | 8. miejsce | 1:49,67 |
| 2015 | Mistrzostwa świata                  | Pekin          | bieg na 800 metrów  | półfinał   | 1:48,61 |
| 2016 | Igrzyska olimpijskie                | Rio de Janeiro | bieg na 800 metrów  | eliminacje | DQ      |
| 2017 | Igrzyska solidarności islamskiej    | Baku           | bieg na 800 metrów  | 8. miejsce | 1:47,46 |
| 2017 | Igrzyska solidarności islamskiej    | Baku           | bieg na 800 metrów  | 8. miejsce | 1:47,46 |
| 2018 | Igrzyska azjatyckie                 | Dżakarta       | bieg na 800 metrów  | 5. miejsce | 1:47,05 |
| 2019 | Mistrzostwa panarabskie             | Kair           | bieg na 800 metrów  | 7. miejsce | 1:52,75 |
| 2019 | Mistrzostwa panarabskie             | Kair           | bieg na 1500 metrów | 3. miejsce | 3:44,34 |
| 2019 | Mistrzostwa Azji                    | Doha           | bieg na 800 metrów  | półfinał   | 1:53,07 |
| 2019 | Mistrzostwa Azji                    | Doha           | bieg na 1500 metrów | 1. miejsce | 3:42,85 |
| 2019 | Mistrzostwa świata                  | Doha           | bieg na 1500 metrów | eliminacje | 3:45,19 |
| 2019 | Światowe wojskowe igrzyska sportowe | Wuhan          | bieg na 800 metrów  | 3. miejsce | 1:49,36 |

## Rekordy życiowe
- Bieg na 800 metrów – 1:43,13 (2012)
- Bieg na 800 metrów (hala) – 1:46,30 (2014)
- Bieg na 1000 metrów – 2:17,08 (2012)